# Bernhard Bozian
Bernhard Bozian (né le 16 septembre 1983 à Wurtzbourg) est un acteur allemand.

## Biographie
Il suit une formation à l'Internationale Schule für Schauspiel und Acting à Munich. En 2004, il joue dans le film Streetwise ainsi que dans la série télévisée Les Allumeuses. Il se fait connaître grâce à la série Marienhof, dans laquelle il est présent de 2005 à 2007 (en remplacement de Michael Stölzl). De 2009 à 2012, il tient un rôle dans la série Anna und die Liebe.

## Filmographie
- 2005: Die Geschichte Mitteldeutschlands
- 2005–2008: Marienhof
- 2008: 112 Unité d'urgence
- 2009–2012: Anna und die Liebe
- 2014: Verbotene Liebe
- 2015: Der Bergdoktor - Das kalte Herz

## Source de la traduction
- (de) Cet article est partiellement ou en totalité issu de l’article de Wikipédia en allemand intitulé « Bernhard Bozian » (voir la liste des auteurs).